# Rollski-Sachsen-Cup
Der Rollski-Sachsen-Cup ist eine offene sächsische Wettkampfserie für Rollskiläufer und wird seit 2013 ausgetragen. Die Wettkampfserie wurde im ersten Jahr 2013 von Toralf Richter und ab dem Zweiten 2014 vom Rollski-Referent des Skiverbandes Sachsen, Mike Richter der für die SG Klotzsche zuständig ist veranstaltet.

## Geschichte
Die Idee für einen Rollski-Sachsen-Cup hatte Toralf Richter im Jahr 2012, um den Ski-Breitensportler eine Sommeralternative zu bieten. Um die Sportler/-innen aus dem Bergen und dem Flachland zusammenbringen. Die erste Veranstaltung des Sachsen-Cups war der 1. Leipziger Neuseen Rollskilauf in Markkleeberg am 26. Mai 2013.

## Reglement

### Einzelwertung
Nach dem Wettkampfende findet immer eine Siegerehrung statt.

### Gesamtwertung
Möchte ein(e) Sportler(in) in die Gesamtwertungsliste, muss er/sie an mindestens an drei Wettbewerben teilgenommen haben. Es kommen immer die sechs besten Ergebnisse in die Gesamtwertungsliste.
In der Saison 2013 wurden für die Plätze 1 bis 20 Punkte in folgender Reihenfolge vergeben: (mit Streichresultat):
| Position | 1. | 2. | 3. | 4. | 5. | 6. | 7. | 8. | 9. | 10. | 11. | 12. | 13. | 14. | 15. | 16. | 17. | 18. | 19. | 20. |
| -------- | -- | -- | -- | -- | -- | -- | -- | -- | -- | --- | --- | --- | --- | --- | --- | --- | --- | --- | --- | --- |
| Punkte   | 20 | 19 | 18 | 17 | 16 | 15 | 14 | 13 | 12 | 11  | 10  | 9   | 8   | 7   | 6   | 5   | 4   | 3   | 2   | 1   |

Ab der Saison 2014 wurden für die Plätze 1 bis 17 Punkte in folgender Reihenfolge vergeben: (mit Streichresultat):
| Position | 1. | 2. | 3. | 4. | 5. | 6. | 7. | 8. | 9. | 10. | 11. | 12. | 13. | 14. | 15. | 16. | 17. |
| -------- | -- | -- | -- | -- | -- | -- | -- | -- | -- | --- | --- | --- | --- | --- | --- | --- | --- |
| Punkte   | 25 | 20 | 15 | 14 | 13 | 12 | 11 | 10 | 9  | 8   | 7   | 6   | 5   | 4   | 3   | 2   | 1   |

### Siegerehrung
Die Siegerehrung des Rollski-Sachsen-Cupsserie erfolgt im Anschluss am letzten Wettkampftag. Der Sieger und die Platzierten erhalten in der jeweiligen Wertungsklassen Pokale und Urkunden. Die Sponsoren können zusätzlich Preise und Preisgelder verteilen.

### Altersklasseneinteilung
Die Altersklasseneinteilung richtet sich für Sportler/-innen ab AK 12 der laufenden Saison. Die Altersklassen richten sich nach der DWO des Rollskis. Es werden folgende Altersklasseneinteilung für die Serienwertung zugeteilt:
- Schüler 12/13
- Schüler 14/15
- Jugend 16/17/18
- Junioren/-innen
- Damen/Herren allgemein
- Damen/Herren 31–40
- Damen/Herren 41–50
- Damen/Herren 51–60
- Damen/Herren über 60

Für die Rollski-Cup-Serienwertung wird nach dem Wettkampfende immer eine Ergebnisliste nach dieser Altersklasseneinteilung erstellt.